# Куліш Ігор Михайлович
Ігор Михайлович Куліш (нар. 27 червня 1964, Ворошиловград, УРСР) — радянський, російський та болгарський футболіст та тренер, виступав на позиції воротаря. Протягом 8 років тренував воротарів софійського «Левські». Також має болгарське громадянство

## Життєпис
З 13-річного віку займався футболом у «Кубані». У 1981 році провів 13 матчів за новоросійський «Цемент». З 1982 по 1983 рік перебував у складі «Кубані», однак на поле не виходив, оскільки був дублером Володимира Пільгуя. У сезоні 1984 року перебував у заявці ворошиловградської «Зорі». У сезоні 1987 року спочатку виступав за майкопську «Дружбу», потім повернувся в «Кубань» де й дограв сезон, провів 5 поєдинки, в яких пропустив 3 м'ячі, став чемпіоном РРФСР.
У 1988 році зіграв за «Кубань» 27 матчів у першості та 2 поєдинки (пропустив 1 м'яч) провів у Кубку СРСР. У 1989 році знову виступав за «Дружбу», взяв участь в 25 матчах команди.
У 1990 році на запрошення Івана Вутова перебрався в «Чорноморець» (Бургас). Однак трансфер основного гравця Любомира Шейтанова зірвався, через що Ігор Куліш зіграв за «Чорноморець» лише 1 матч. Згодом його відправили в оренду до «Слинчев Бряг», де зіграв 31 матч в групі Б й був стабільним гравцем основного складу. У сезоні 1991/92 років захищав кольори пловдивського «Ботева», в складі якого зіграв 15 матчів у Вищій лізі Болгарії, ще 2 поєдинки провів у Кубку Інтертото. Проте Ігор був незадоволений своїм статусом і вирішив перебратися до принципового суперника «Ботева», «Локомотив». Але за «локомотивів» грав рідко, оскільки основним воротарем залишався Васко Васильєв. У сезоні 1993/94 років виступав за «Септемврі» (Софія).
За допомогою Йордана Стойкова переїхав спочатку до кенійського «Аласкан», а потім — танзанійського «Малінді». Разом з «Малінді» вигравав Кубок та Суперкубок країни. Футбольну кар'єру завершив у «Спартак» (Варна).

## Кар'єра тренера
По завершенні кар'єри гравця залишився в «Спартаку» тренером воротарів. На аналогічній посаді працював в «Славії» (Софія), «Локомотиві» (Пловдив), «Вітоші» (Бистриця), а також в юнацькій та молодіжній збірній Болгарії.

## Особисте життя
Старша донькака Юлія одружена з вокалістом групи D2 Деяном Каменовим.

## Досягнення
- Чемпіонат РРФСР
  -  Чемпіон (1): 1987